# Saint-Gilles-Vieux-Marché

Saint-Gilles-Vieux-Marché este o comună în departamentul  Côtes-d'Armor, Franța. În 1 ianuarie 2022 avea o populație de 315 de locuitori.